# Љубивоје Ршумовић
Љубивоје Ршумовић (Љубиш, 3. јул 1939) српски је књижевник и песник, истакнути дечји писац, аутор дечјих емисија „Фазони и форе“, „Двоглед”, „Хиљаду зашто“ и других. Написао је преко 90 књига, углавном за децу. Један је од оснивача и први председник Одбора за заштиту права детета Србије, при организацији Пријатељи деце Србије.  Са породицом и пријатељима је основао непрофитну организацију Фондација Ршум.
Његов легат налази се у Удружењу за културу, уметност и међународну сарадњу „Адлигат” у Београду.

## Биографија
Љубивоје Ршумовић рођен је у селу Љубишу, на Златибору, 3. јула 1939. године, од оца Михаила и мајке Милесе Ршумовић. Даљи преци су му Окиљевићи од Гацка. Школовао се у Љубишу, Чајетини, Ужицу и Београду. Дипломирао је 1965. године на Филолошком факултету у Београду, на Одсеку компаративне књижевности.
Почео је писати рано, још као основац у Љубишу. Прве песме објавио је као гимназијалац, 1957. године, најпре у Ужичким Вестима, а затим у Књижевним новинама. У Београду је упознао Душка Радовића, под чијим утицајем је почео да пише песме за децу. На његово стваралаштво такође је утицао и Јован Јовановић Змај, али и педагошка доктрина Џона Лока.
Од 1965. године радио је у редакцији програма за децу на Радио Београду, као аутор емисија „Уторак вече - ма шта ми рече", „Суботом у два" и „Весели уторак". Три године након тога прешао је у Телевизију Београд, где је био аутор емисија за децу „Хиљаду зашто“, „Хајде да растемо“, „Двоглед” и „Фазони и форе“, која је имала преко сто четрдесет епизода. Као телевизијски посленик написао је, водио и режирао преко шест стотина емисија, а осим програма за децу, био је аутор и неколико документарних програма, попут серије „Дијагонале - приче о људима и наравима".
Објавио је 86 књига, углавном за децу, а његова дела преведена су на више страних језика. Такође, Ршумовић је аутор три уџбеника за основне школе: „Деца су народ посебан", за изборни предмет Грађанско васпитање (други разред), као и „Азбуквар" и „Писменар" за први разред.
Од 1986. до 2002. године био је директор Позоришта „Бошко Буха“, а тренутно је председник Културно-просветне заједнице Србије и председник савета Међународног фестивала позоришта за децу који се одржава у Суботици.
Један је од оснивача и члан Управног одбора Задужбине Доситеја Обрадовића, као и  Удружења за културу, уметност и међународну сарадњу „Адлигат” у Београду, а такође је и један од оснивача и први председник Одбора за заштиту права детета Србије, при организацији Пријатељи деце Србије, у којој је актуелни председник Скупштине.
Управни одбор Удружења књижевника Србије га је 30. марта 2012. предложио за дописног члана Српске академије наука и уметности.
Упоредо са књижевним радом и радом на телевизији, Ршумовић се бавио и фотографијом и спортом. Оснивач је, такмичар, и први председник Карате клуба „Црвена звезда".
Данас живи и ради у Београду.

## Рецепција дела
Писац Филип Давид је о његовом делу написао:
Дечја поезија Љубивоја Ршумовића по много чему је особена. Модерна по духу и изразу, она је истовремено дубоко уроњена у добру традицију српске књижевности за децу. Духовито и пријатељски Ршумовић младим саговорницима приказује један живи, активан космос настањен људима, животињама и стварима подједнако обдареним и способним да говоре о себи и другима, о љубави, другарству, разумевању и неразумевању, разним овоземаљским чудесима која се скривају у свакодневици, у наизглед обичним тренуцима нашег живота.
Дечји песник Душко Радовић о Ршумовићевом делу сматра:
Један циклус поезије за децу завршен је, и то славно. Од Змаја до Ршумовића. Нови циклус почеће од Ршумовића а завршиће се са песницима који још нису рођени.
Милован Данојлић је о његовом делу записао:
Погледа ли се пажљивије речник Ршумовићеве поезије, лако ће се уочити смелост са којом песник користи непесничке речи, речи из најшире, свакодневне потрошње, или чак и оне из међународног оптицаја. Запостављене, презрене и осумњичене, он је те речи удостојио пажње и оне су, захвалне, засјале у његовим песмама свим жаром што га у себи носе. Само је једанпут, једном песнику, и то дечјем песнику, било дато да заигра на ту карту, да покаже широкогрудост према јаким сазвучјима и проскрибованим речима. Захтев да се стране речи избегавају у поезији и даље остаје на снази, и то са ваљаним разлозима. Само је једанпут тај захтев, у игри, могао бити изигран: Ршумовић је искористио тај тренутак.
Естетичар и критичар Света Лукић тврди:
Љубивоје Ршумовић се овим делом, пре свега циклусима "Кућа" и "Браћа" придружује успешним настојањима једног дела своје генерације (или тек неку годину старијих) песника: Љубомира Симовића, Милована Данојлића, Матије Бећковића). У некој будућој типологији савременог српског песништва, које никако да се изгради, сигурно ће та струја добити веома истакнуто место.

## Награде и признања
Добио је две запажене међународне награде: Награду „Пуља”, Бари, за целокупно стваралаштво за децу, и Награду УНЕСКО-а, за Буквар дечјих права, на светском конкурсу за књигу која пропагира мир и толеранцију.
Добитник је великог броја књижевних награда и признања, између осталог:
1. Награда Југословенског фестивала позоришта за децу.
2. Награда Савеза јеврејских општина Југославије.
3. Књижевна награда „Невен”, за збирку песама Ма шта ми рече, 1971.
4. Награда „Младо поколење”, за збирку песама Ма шта ми рече, 1971.
5. Бранкова награда, за збирку песама Ма шта ми рече, 1971.
6. Награда Змајевих дечјих игара, за изузетан стваралачки допринос савременом изразу у књижевности за децу, 1972.
7. Награда „Велики школски час”, за поему „Домовина се брани лепотом”, 1973.
8. Награда Фестивала „Сусрети професионалних позоришта лутака”, за дело Питер Величанствени, 1973.
9. Награда „Стара маслина”, 1992.
10. Награда „Кочићево перо”, за књигу Буквар дечјих права, 1995.
11. Октобарска награда града Београда, за књигу Буквар дечјих права, 1995.
12. Награда „Златни кључић”, 1995.
13. Књижевна награда „Невен”, за књигу Буквар дечјих права, 1996.
14. Награда „Златно Гашино перо”, 1996.
15. Награда „Златни лептир”, 1997.
16. Повеља Змајевих дечјих игара, 1997.
17. Вукова награда, 1999.
18. Награда „Песнички прстен”, 1999.
19. Награда „Златни беочуг”, за трајан допринос култури Београда, 2004.
20. Награда „Гордана Брајовић”, за књигу Алексине песме, 2005.
21. Награда „Повеља Мораве”, 2005.
22. Награда „Мали принц”, за изузетан допринос развоју културе и сценске уметности за децу, Међународни фестивал позоришта за децу, Суботица 2006.[12]
23. Велика повеља Змајевих дечјих игара, 2007.
24. Награда „Браћа Карић”, 2007.
25. Повеља Удружења књижевника Србије, 2007.
26. Инстелова награда за поезију, за изузетан допринос српском песништву, 2008.
27. Награда „Мирослав Антић”, за књигу поезије Бели пакети, 2008.
28. Награда „Душко Радовић”, Национална канцеларија за дечју књижевност, за књигу Три чвора на трепавици, 2008.[13]
29. Награда „Политикиног Забавника”, за књигу Три чвора на трепавици, 2008.[13]
30. Награда „Видовдански витез”, 2009.
31. Награда „Принц дјечијег царства”, 2009.
32. Награда „Бранко Ћопић” за књигу Сунчање на месечини, 2010.
33. Награда „Радоје Домановић”, за укупан допринос српској књижевној сатири, 2011.
34. Награда „Аврамов штап”, за књигу Кућа са окућницом, 2012.
35. Златна повеља „Гордана Брајовић”, за књигу Заувари, 2012.
36. Награда „Момчило Тешић”, за књигу прича Заувари, 2012.
37. Паунова награда, за књигу Кућа са окућницом, 2012.
38. Награда „Дечја књига године”, за књигу Видовите приче, 2013.
39. Награда Радија Београд, за причу „Вид учи незнање”, 2013.
40. Награда „Доситејево перо”, за књигу Видовите приче, 2014.
41. Награда „Књижевни вијенац Козаре”, 2014.
42. Награда Академије „Иво Андрић”, за животно дело, 2015.
43. Награда „Златни Орфеј”, 2015.
44. Награда „Сима Цуцић”, за животно дело, 2016.
45. Повеља „Наиса”, за успешно и дуго трајање у стварању за децу, 2016.[14]
46. Награда „Мали Јоаким”, за драмски текст „У цара Тројана козје уши”, 2016.[15]
47. Награда „Лазар Вучковић”, за песму „Жице око Грачанице”, 2017.
48. Награда „Златни микрофон”, 2019.[16]
49. Награда „Рамонда сербика”, 2021.
50. Кочићева награда, 2021.[17]
51. Повеља за животно дело Удружења књижевника Србије, 2023.[18]
52. Жичка хрисовуља, 2023.[19]
53. Награда „Одзиви Филипу Вишњићу“, 2023.[20]

## Легат Љубивоја и Наташе Ршумовић
Љубивоје Ршумовић један је од почасних чланова оснивача и члан Управног одбора Удружења за културу, уметност и међународну сарадњу „Адлигат” у Београду, али и један од првих људи који су подржали формирање ове културне институције још од 2010. године. Током година у неколико је наврата поклањао Удружењу бројне предмете, укључујући и књигу-рукопис коју је посебно за Удружење у целини исписао руком, а 2017. године поклонио је и више стотина минијатурних књига које је његова супруга, покојна Наташа Ршумовић, сакупљала годинама. Тим поводом Удружење је целокупној збирци минијатурних књига коју поседује дало назив „Наташа Ршумовић”. Ова збирка, са више од 3.500 минијатурних издања, представља једну од највећих таквих специјализованих целина у Европи.
Августа 2020. године званично је потписан и уговор о легату Љубивоја и Наташе Ршумовић и том приликом Љубивоје је поклонио неколико својих писаћих машина, бројне књиге из своје личне библиотеке, боксерске рукавице, карате појасеве и друго. Предмети су изложени испред Збирке минијатурних књига која је већ била део сталне поставке у Музеју српске књижевности на Бањици.

## Дела

### Књиге
Ршумовић је објавио преко 90 књига укључујући:
- Тандара - мандара и још једна прича, Борба, Београд 1966, ћир.
- Причанка, Младо поколење, Београд, 1968, ћир.
- Ма шта ми рече, Змајеве дечје игре, 1970.
- Још нам само але фале, БИГЗ, Београд, 1974, ћир.
- Домовина се брани лепотом, Установа спомен парк, Крагујевац, 1974, ћир. Нови Сад, Радивој ћирпанов, 1976, лат.
- Кош, у сарадњи са Љубодрагом Симоновићем, Нолит, Београд, 1975, ћир.
- Невидљива птица, БИГЗ, Београд, 1975, ћир.
- Вести из несвести, БИГЗ, Београд, 1976, ћир.
- Зов тетреба, Знање, Загреб, 1977, 1978, 1981. Зрински, Чаковец и Црвена звезда - агенција, Београд, 1988, лат.
- Успон вртовима, са тринаест графичких листова Владимира Величковића, библиофилско издање збирке Бишкупић, Загреб, 1977, лат.
- Хајде да растемо, Нолит, Просвета и Завод за уџбенике и наставна средства, Београд, 1978, 1979, 1979, 1980, 1980, 1981, 1982, 1983, 1984, 1986, 1987, 1988, 1989, 1990, 1991, ћир.
- Рошави анђео, Знање, Загреб, 1979, лат.
- У шетње без сметње, Покрајински савет за безбедност саобраћаја, Нови Сад, 1979, ћир. 1980 на мађарском, словачком и румунском.
- Магнет, Јединство, Приштина, 1980, ћир.
- Уторак вече ма шта ми рече, Графички завод Хрватске, Загреб, 1980, лат.
- Наши нови знанци - саобраћајни знаци, Општинска конференција народне технике, Нови Сад, 1980, ћир.
- Лопта не зна саобраћајне знаке, Покрајински савет за безбедност саобраћаја, Нови Сад, 1981, ћир.
- Причанка, Градска библиотека Жарко Зрењанин, Зрењанин, 1981, лат.
- Питање части,  Светлост, Крагујевац, 1982, ћир.
- Сјај на прагу, Српска књижевна задруга, 1982, ћир.
- Ко је ово, са Д. Петричићем, Књижевне новине, Београд, 1982, ћир.
- Песме уличарке, Знање, Загреб, 1983, лат.
- Имате ли ршума, Знање, Загреб, 1983, лат.
- Славољубова звезда, Задруга, Београд, 1984, ћир.
- Сексуални живот камила, са Звезданом Поповић, ауторско издање, са М. Драмићанин, 1985, ћир.
- Десет љутих гусара, Завод за уџбенике и наставна средства, Београд, 1985, 1985, ћир.
- Певанка, са нотним записима, Градска библиотека Жарко Зрењанин, Зрењанин, 1985, 1986, 1986, 1986, 1986, 1990, заједно са причанком, 1994, лат.
- Црвена звезда, Агенција црвена звезда, 1986, ћир.
- Сонгови и слонгови, на македонском, избор, препев и поговор Ефтим Клетников, Детска радост, Скопје, 1987.
- Прварица, Прва књижевна комуна, Мостар, 1987, лат.
- Песме, избор, Рад, Београд, 1988, ћир.
- Обад, Зрински, Чаковец и Црвена звезда - агенција, 1988, лат.
- Успавана лепотица, Дечје новине, Горњи Милановац, 1990, ћир.
- Питају ме зашто штрчим, Дневник, Нови Сад, 1990, ћир.
- Дете са седам језика, Рад, Београд, 1990, 1991, ћир.
- Северозападни крокодил, Лаковић, Сараорци, 1991, ћир.
- Моје љубавне песме, Научна књига, Београд, 1991, ћир.
- Фазони и форе, Ршум, Београд, 1991, 1992, 1993, ћир.
- Деца могу да полете, Завод за издавање уџбеника, Нови Сад, 1991, 1994, 1996, 1998, ћир.
- Деца су украс света, Српска књижевна задруга, Београд, 1992, ћир.
- Лирски покер, са Душком Трифуновићем, Мошом Одаловићем и Драганом Радуловићем, СБМ - Ршум, Београд, 1994, ћир.
- Буквар дечјих права, на енглеском, Ршум, Београд, 1995,.
- Буквар дечјих права, 1995, 1996, 1997, 1998, ћир.
- Такнуто ћакнуто, са Драгославом Андрићем, СБМ - Ршум, Београд, 1995, ћир.
- Доста је глупоће, Смедеревска песничка јесен, Град Смедерево и Санба, Београд, 1995, ћир.
- Песме, избор, Букленд, Београд, 1995, ћир.
- Опасан сведок, Просвета, Београд, 1995, ћир.
- Ово је време чуда, ИНГ - Комерц, Нови Сад, 1996, 1997, ћир.
- Ишли смо у Африку, Образовање, Нови Сад, 1996, ћир.
- Избор поезије за децу, Будућност, Нови Сад, 1996, ћир.
- Не вуците ме за језик, Матица српска, нови сад, 1997, ћир.
- Смешна прашума, Школска књига, Нови Сад, 1997, ћир.
- Види мене, у сарадњи са д. Андрићем, НИС Југопетрол, Београд, 1997, ћир.
- Откуд мени ова снага, Епоха, Пожега, 1997,.
- Одакле су делије, Дечје новине, Горњи Милановац, 1998, ћир.
- Деца су украс света, Драганић, Београд, 1999, ћир.
- Петорица из српског, са Д. Трифуновићем, Д. Ерићем, М. Одаловићем и Д. Радуловићем, Драганић и Ршум, Београд, 1999, ћир.
- Сабрана дела у пет књига: ма шта ми рече, причанка и певанка, још нам само але фале, вести иy несвести, успавана лепотица, Прометеј, Нови Сад, 2000, ћир.
- Was die drachen ales machen, edition j-punkt, karlsruhe, 2005. лат.
- Ршумдани, Прво слово, Београд, 2007. лир.
- Три чвора на трепавици, Тен 2002, Београд, 2007. Ћир.
- Чини ми се вековима, Завод за уџбенике, Београд, 2009. ћир.
- Сунчање на месечини, Лагуна, Београд, 2009, ћир.
- Ујдурме и зврчке из античке Грчке, Лагуна Београд, 2010. ћир.
- Заувари, Лагуна, Београд, 2011. ћир.
- Што на уму то на друму, Пчелица, Чачак, 2012. ћир.
- Провале и цаке, Пчелица, Чачак, 2013. ћир.
- Изволте у бајку са чика Ршумом, Пчелица, Чачак, 2019. ћир.
- Радост деци крила даје, Пчелица, Чачак, 2019.
- Презиме живота: Невезани разговори, 2023.[22]

### Дела извођена у позориштима
- „Шума која хода",
- „Невидљива птица",
- „Баба рога",
- „Рокенрол за децу",
- „Успавана лепотица",
- „Ау, што је школа згодна",
- „У цара Тројана козје уши",
- „Снежана и седам патуљака" и друго.

### Песме за децу које пева дечји хор„Колибри“
- Лако је пруту
- Миш
- Вуче, вуче, бубо лења
- Нема земље дембелије
- Сваки дан се сунце рађа
- Браћу не доносе роде
- Воз за Чачак
- Медвед Брундо
- Другарство
- Љубав је то

### Коаутор, приређивач, сарадник
- Мародић: Изложба радова у стаклу. Галерија "Себастијан", Дубровник, 1978. Фотографије: Д. Кажић, Љ. Ршумовић.
- Душан Оташевић: Салон Музеја савремених уметности. Београд, 27. децембар 1978-15. јануар 1979. Каталог. Фотографије Љ. Ршумовић.
- Предраг Нешковић: Слике и ефекти... Фотографије М. Ђорђевић, Љ. Ршумовић. - Загреб. Галерија "Форум" 1980.
- Љубивоје Ршумовић - Душан Петричић: КО ЈЕ ОВО? Београд. "Књижевне новине", 1982. Са фотографијама Љ. Ршумовића.
- Тито писцима писци Титу, Приредили: Р. Андрић, Љ. Ршумовић. Београд. "Књижевне новине", 1982.
- НАРОД ПЕВА ТИТУ. Приредили Р. Андрић и Љ. Ршумовић. Завод за уџбенике и наставна средства, 1982.
- Љубивоје Ршумовић - Радомир Андрић: ПЕДЕСЕТ ГОДИНА ЗЕМЉОРАДНИЧКЕ ЗАДРУГЕ ЉУБИШ 1933 - 1983. Фотографије: Љубивоје Ршумовић. НИРО 'Задруга", 1983.
- Монографија "Црвена звезда". Аутори: Љубивоје Ршумовић, Радоје Станојевић, Милан Томић. - Београд. "Југословенска ревија", /1986/.
- Цветник савремене југословенске поезије за децу, Дечје новине, Г. Милановац, 1989.
- Бранко Ћопић: БОСОНОГО ЂЕТИњСТВО. Избор. Приредио Љ. Ршумовић. - Нови Сад, Књижевна заједница, 1990.
- Полетарац, часопис Душана Радовића. Приредили Д. Лакићевић, Љ. Ршумовић и Д. Петричић. ИП "Рад", 1990. (Некомплетно, примедба предлагача).

### Чланци, предговори, поговори, рецензије, интервјуи
- Феномен путовања, Поља, Нови Сад, Април 1965.
- Шта ће деци телевизија, Радио ТВ ревија, 17.05.1968.
- Један Зоран - збиља неуморан, Борба, 05.08.1972.
- Дрво се на дрво ослања - а човек на дете, Борба, 18.11.1972.
- Оловка први песнички хонорар, Базар, 03.02.1977.
- Земља хода земљом, Илустрована политика", 11.04.1978.
- Мој случајни град на седам брда, Илустрована политика, 10.02.1985.
- Горућа небулоза, Политика, 20.01.1979.
- Где је земља Холмија, Политика, 27.01.1979.
- Непокорни Вук, Политика, 3.02.1979.
- Стеван из Гостиља, Политика, 10.02.1979,
- Који Георгије, Политика, 07.02.1979,
- Лепи песник, Политика, 24.02.1979,
- Гледање кроз време, Политика, 03.03.1979,
- Игру сам волео више од школе, Политика за децу, 21.01.1988,
- Умро је Душан Радовић, ТВ новости, августа 1984,
- Где је душа земље, Политика, 21.11.1987,
- Манојлове златне јабуке,  "Политика", 21.12.1991,
- Успомене на Пауна Петронијевића. - Расковник, III/1970, бр. 7 (пролеће)
- Игра је у мојој поезији средство да се допре до ђечјег свијета, да се дијете заинтересује, Побједа, Подгорица, 10. VIII 1972.
- Детињство, игра, судбина. - Милан Брујић: Дивље године, Београд, Нолит 1975, предговор.
- Нунчаку и карате. Илија Јорга, Спортска књига. 1979. Рецензија.
- Књига о спорту високо развијеног морала. - Илија Јорга - Владимир Јорга Београд. "Спортска књига", 1980, Рецензија.
- Све више ми песма постаје живот, Песничке новине, IV/1980, бр. 4-5.
- Куварице мање збори. Д. Радовић - Д. Петричић: ТВ куварице Београд. "Народна књига", 1982; стр. /3-4/ Предговор.
- Уџбеник за мајсторе, - Илија Јорга - Владимир Јорга...: Нунчаку и карате. Београд. "Спортска књига", 1982; Рецензија.
- Бејко Ма и дружина Кла, Раде Дацић. Нови Сад, "Дневник" и  РУ "Радивој Ћирпанов", 1983. Рецензија.
- Теки и Енпи ката, Илија Јорга. "Спортска књига", 1984.
- О Змају и страшном лаву српске поезије. Књижевна реч, 25. VI, 1985.
- Стварање стваралаца или где се учи за писца. Међај, VI /1986, бр. 9-10.
- Наташа лирска- Међај, VI/1986.
- Пут до поезије. Или о "почетку" Душана Радовића. Политика, 31.05. 1986.
- Придеви од Десанке.  Политика, 14.05.1986.
- У шпијунском покеру нико не губи. Милан Трешњић: Шпијунски покер, рецензија. 1986.
- Отишао је добри Душко, предговор за књигу ПОЗИВ ДОБРИМ ЉУДИМА, Д. Радовића. Београд, Црвени крст Србије,1988.
- О песмама Радмиле Мудринић. - Радмила Мудринић: Срце на длану. Београд. "Графос", 1989;  Рецензија.
- Над рукописом "Моје друго ја" Момчила Параушића, рецензија, Самостална издавачка радња Драган Ђорђевић, 1990.
- Гвозденовић Шуњић Јаворка: БЕЛЕ КИШЕ. Издање аутора, Крушевац, 1991. Предговор.
- Појава уличарске мисли код нас, "Књижевна критика", год. 21, бр. 2, стр. 16-20. 1990.
- Шах и књижевност. Књижевна реч, 10.11.1992.
- Шта је писац хтео да нацрта- Књижевне новине, 15.9. 1994.
- Светозар Радоњић РАС: ГОДИНА ГРАНАТА. Ужице - Пљевља, Мостови, бр. 133-134, 1994.
- Добрица Ерић Разапета Земља, Политика, 10.06.1995.
- Документарна поетика. Књижевне новине, број 937-938, 1996.
- Хиљаду зашто Ршуму, Дневник, Нови Сад, 06.05.1968.
- Поезија на позорници, Мај, Београд, 01.11.1972.
- Ко изгуби живце нек не тражи кривце, Илустрована политика, 16,10.1973.
- Деци треба све говорити, "Школске новине", Загреб, бр.40, 1975.
- Скидам капу женама, Нада, 01.01.1976.
- Чекам да песма узри, Село, Београд, јануара 1979.
- О кловновима све најбоље, ТВ новости, 22.02.1980.
- Не волим да се понављам, Рад, 30.10.1981.
- Почело је као игра, за "Фото кино ревија",Београд, новембар 1982.
- Све о Ршуму - Ршум о свему. Разговор водио Милош Јевтић, објављено као књига Културно просветне заједнице Ужице, 1997.
- А сад народ учи политичаре, Експрес - недељна ревија, 01.12.1988.
- Песник се брани добротом, Гласник РТНС, Нови Сад, јануар 1989.
- У име дечјег народа, Просветни преглед, Београд, 06.11.1990.
- Више нам але не фале, Глас јавности, Београд, 05.07.1999.
- Птица иста само невидљива, Таковске новине, Горњи Милановац, 15.08.1999.
- Деца су професори, Васпитач, Београд, 25.09.1987.
- Срећу треба узети за руку, Београд, 19.02.1986.
- Гетеовски избор по сличности. Уна, Загреб, 04.04.1988.
- Scrivere per l’infanzia. Разговор водили Радован Поповић и Драган Мраовић за "La vallisa", quadrimestrale di letteratura ed altro, anno IX, N. 27, Bari, Italia, dicembre 1990, поводом међународне награде "Пуља" за целокупно стваралаштво за децу. Ршумовић је први странац који је добио ову престижну награду. Уз ове разговоре објављено је осам песама у препеву Д. Мраовића.
- Деца су украс - политике, Борба, Београд, 1991.
- Чекајући министра за децу, Глас подриња, Шабац, 20.06.1991.
- Наша игра, Југославија, бр. 4, Београд, 01-15/јануар 1992.
- Шугава времена за поезију, Народни лист, Загреб, 6 сијечња 1990.
- Сведок дечјег народа, Политика, 01.04.1995.
- Буквар за цео свет, Борба, Београд, 17.04.1997.
- Кажи своју муку, Грађанин, Београд, 22.04.1997.
- Пјесници су за ђетињство задужени, Никшићке новине, 18.05.1995.
- Ћалац професионалац, Политика базар, 28.07.1995.
- Стигао је пробисвет, Свици, 22.06.1995.
- Ршум и успавана лепотица, Дневник, Нови Сад, 11.11.1990.
- Приче о деци и славним коњима, НИН, бр. 1655, 19.09.1982.
- Децу гаји ведрина, ТВ новости, 15. 12. 1989.
- Што смешније то боље, Политика за децу, 02.02.1989.
- Сањао сам шлемове, НИН, 23.04.1993.
- Над рукописом "Поруке и поуке" Милојка П. Ђоковића. Рецензија. Књижевно друштво Развигор, Пожега, 1995.
- Цртежи и стихови уз цртеже у књизи "Куд и камо" Душка Трифуновића, "Слово", Врбас, 1996.
- Предговор за књигу "Ја сам ветар" Марије Вучинић, "Графос", Цетиње, 1996.
- Рецензија за књигу-зборник "Шумадијске метафоре", Младеновац, Аматерско друштво Пркос, 1992.
- Песник и публика заједно певају. Рецензија књиге "У сунчевом крилу" Бранка Живковића, Београд, Санба, 1996.
- Над рукописом "Отпевана времена". Рецензија књиге Зорана Р. Ковачевића, Београд, Рад, 1996.
- Љубишине заљубљиве песме, рецензија књиге "Заљубљиве песме" Љубише Ђидића, Дечје новине, Горњи Милановац, 1996.
- Над књигом песама "Наша радост" Радосава Савића Лаке, рецензија, Београд, ауторско издање, 1996.
- Поетско миље. Рецензија књиге "Казалица" Александра Газиводе, Пожаревац, Медиа Сватовац, 1998.
- Добрица Ерић: Разапета земља, Приказ, Политика, 10.06.1995.
- Славна плејада Стевана Несторовића, Међај, Ужице, бр. 42. 1998.

### Песме и приче објављене у антологијама и зборницима
- Ћосић, Бора: ДЕЧЈА ПОЕЗИЈА СРПСКА. Матица српска и Српска књижевна задруга, Нови Сад - Београд, 1965. Песме Љ. Ршумовића: Уторак вече - ма шта ми рече, Телефонијада, и Како деца зими расту или једна хо - рукијада.
- МОЈ ДОМ. Из современој совјетској и зарубежној поезији дља детеј. Антологија. Детскаја литература, Москва, 1980. Ршумовић Заступљен песмом "Звјозди."
- Миларић Владимир: ЗЕЛЕНИ БРЕГОВИ ДЕТИЊСТВА. Антологија нове српске поезије. - Нови Сад. Змајеве дечје игре. Културни центар, 1970. Песме Љ.Ршумовића: Хајде да растемо. Ма шта ми рече. Како деца расту или једна хо-рукијада.
- Др.Пражић Милан: ПЛАВИ ЗЕЦ. Нова српска дечја поезија. - Нови Сад. Змајеве дечје игре. Раднички универзитет "Радивој Ћирпанов", 1972. Песме Љ.Ршумовића: Телефонијада. Гајите патке. Смешна прашума. Ау што је школа згодна. Вук и овца. Живот је плетен од танких нити. Иза првог угла. Био једном један вук. Ово је време чуда. Плави кактус и клекиње. Досадно ми је. На пољу где се чавке чавче. Од села до села путељак. Кад би ми неко рекао. Дугме служи капуту. Домовина се брани лепотом. У једном дану. Хајде да растемо. Једног зеленог дана.
- Марковић, Слободан Ж. ЂАКУ ПРВАКУ. Избор поезије. Културно просветна заједница Србије, Београд, 1973. Ршумовић Заступљен песмама: Како деца зими расту или једна хо-рукијада и Смешна прашума.
- Миларић Владимир: МАМА, избор дечјег песништва. Нови Сад, Раднички 	универзитет "Радивој Ћирпанов", 1981. Заступљен Љ. Ршумовић песмом 	"Дугме служи капуту".
- Покривка, Власта: ДИЈЕТЕ И СЦЕНСКА ЛУТКА: приручник за одгајање у ђечјим вртићима. Загреб. Школска књига, 1978. Заступљен и Љ. Ршумовић.
- Миларић, Владимир: АУ ШТО ЈЕ ШКОЛА ЗГОДНА. Књига за читање најмлађима. Нови Сад. Издавачки центар. Раднички универзитет "Радивој Ћирпанов", 1982. Песме Љ.Ршумовића: Хајде да растемо, Ау што је школа згодна.
- КО СЕ БОЈИ ВУЧКА ЈОШ, олимпијска сликовница. Антологија. Удружени издавачи Југославије, 1982. Заступљен и Љ. Ршумовић.
- Витезовић Милован /и/ Смиљанић Радомир: АНТОЛОГИЈА САВРЕМЕНЕ ЈУГОСЛОВЕНСКЕ ПОЕЗИЈЕ ЗА ДЕЦУ, Књига 1, 2. - Аранђеловац. "Напредак" (преузето издање "Записа", Београд), 1984. Песме Љ. Ршумовића: I књига: Хајде да растемо. Генерале сило љута. А мазе татине. Гњави ме теча. Уторак вече ма шта ми рече. Био једном један вук. Замислите земљу Србију. - II књига: Бегунци од куће. Ау што је школа згодна. Домовина се брани лепотом. Једанпут у Паризу. У заседи иза петнаесте. Има једно место. У једном дану.
- ДОСТА СУ СВЕТУ ЈЕДНЕ ШУМАРИЦЕ. Зборник поеме о Крагујевачком октобру. Крагујевац. Спомен-парк "Крагујевачки октобар", 1977. Објављена је и поема Љ.Ршумовића: Домовина се брани лепотом (стр. 83-101).
- Марковић, Слободан Ж.: АНТОЛОГИЈА СРПСКЕ ПРИЧЕ ЗА ДЕЦУ.- Београд. Српска књижевна задруга, 1984. Приче Љ.Ршумовића: Прича о слону Крњи у којој учествује и слон Џон. Прича о проналазачу Америке Магелану Ђорђевићу из Пожеге. Тандара Мандара.	/ И у свим потоњим издањима/.
- Пајовић, Миленко: НОВА СРПСКА САТИРА. Антологија 1945 -1985.  Београд "Рад", 1987. Песме Љ.Ршумовића: Без наравоученија. Самоубиство. Играјте се значкама. Забрањено газити траву. Сила ником није мила (217-221 стр.)
- Јахњин, Леонид: ДВЕНАДЦАТ СЛОНОВ. Антологија скаски Југославских писателеј. "Детскаја литература", Москва, 1983. Ршумовић Заступљен са 19 кратких прича.
- Романенко, Александар: МОЛОДИЕ ПОЕТИ ЈУГОСЛАВИИ. "Молодаја гвардија", Москва, 1974. Ршумовић заступљен са три песме.
- ПА МИ ВЕРЈАМЕТЕ. Избор југославенскега модернега песништва за младино. Изабрал, уредил и спремна беседила написал Нико Графенауер. - Љубљана. Младинска књига, 1980. Песме Љ. Ршумовића: Бегавчки. Там за седмими морји (прев.Саша Вегри).
- Перишић Милана - Видачек, Злата: ХАЈДЕ ДА РАСТЕМО. Поезија за децу предшколског узраста. Друго прерађено и допуњено издање. - Београд. Завод за уџбенике и наставна средства, 1980. Песме Љ.Ршумовића: Деца су украс света. Запертлана пертла. Ципеле. Кад сам пао - питалица. Питала деца. Лаке загонетке. Слон. Порука. Лако је пруту. Има један. Смешна прашума. Зашто аждаја плаче. Ако видите аждају.
- Радовић Душан: АНТОЛОГИЈА СРПСКЕ ПОЕЗИЈЕ ЗА ДЕЦУ. Београд. Српска књижевна задруга, 1984. Песме Љ.Ршумовића: Шта је он. Ако желиш мишице. Уторак вече ма шта ми рече. Ау што је школа згодна. Шта једе мала ала. Зашто аждаја плаче. Било је пролеће, месец мај. Лепа Ката. Откуд мени ова снага. Има једно место. Господин Видоје Станић. Змај. Аждаја свом чеду тепа. Кад би ми неко рекао. Била девојка Мара. Вук и овца. Иза првог угла. Шта мајке из Ливна нису знале. Генерале сило љута. Био једном један вук. Једног змаја крај. Два акрепа. У заседи иза петнаесте.
- Залар, Иво: ЧАРОБНИ ГОВОР ЂЕТИЊСТВА. Лектира за четврти и пети разред основне школе. "Школска књига", Загреб, 1987. Ршумовић Заступљен са седам песама: Жабља басна, Генерале сило љута, Вук и овца, Шта је досадно, Ау што је школа згодна, Тужица дворске будале, Сонг о лепом и ружном.
- КРВАВА БАЈКА, песме о Крагујевачком октобру. Спомен парк Крагујевачки октобар, 1988. Објављена поема Љ. Ршумовића "Домовина се брани лепотом".
- Огњановић, Драгутин: СМЕШНО ЧУДО. Антологија српске хумористичке поезије за децу. Дечје новине, Горњи Милановац, 1990. Ршумовић заступљен са седам песама: Уторак вече ма шта ми рече, Плави кактус и клекиње, Лаве мајка му стара, Телефонијада, Вук и овца, Од села до села путељак, Господин Видоје Станић.
- Огњановић, Драгутин: СМЕШНЕ ПРИЧЕ. Антологија српске хумористичке приче за децу. "Просвета" Ниш, 1996. Ршумовић заступљен са две приче: Прича о мачку Миклеланђелу и лепим Вероникама, Прича о проналазачу Америке Магелану Ђорђевићу из Пожеге.
- Марјановић, Воја, Србија је велика тајна: Антологија српске родољубиве поезије за младе. Београд, "Књиготека", 1994. Ршумовић заступљен са две песме: Домовина се брани лепором, Шта је оно.
- Марјановић, Воја, Мама и тата су љубав: Антологија српске поезије о родитељима за младе. "Књиготека", Београд, 1994. Ршумовић заступљен са 	три песме: Мајка, Браћу не доносе роде, Генерале сило љута.
- Марјановић, Воја, УЧИМО СЕ ВРЕМЕ НАМ ЈЕ. Мала антологија српске поезије о родитељима, учењу и ђацима. Клуб Бранко Ћопић, Београд, 1995. Ршумовић заступљен са две песме: Сонг из самоће, Ау што је школа згодна.
- Марјановић, Воја, НОВА АНТОЛОГИЈА СРПСКЕ ПОЕЗИЈЕ ЗА ДЕЦУ. Дечје новине, Горњи Милановац, 1995. Ршумовић заступљен са 9 песама: Уторак вече ма шта ми рече, Од села до села путељак, О мазама, Миш је добио грип, Вук и овца, Вуче вуче бубо лења, Лепа Ката, У једном дану, Домовина се брани лепотом. (Некомплетно, примедба предлагача) - Венац, 12/1987-1/1988, бр. 155-156, стр. 6-7.
- Шијан, Дане: ЉУБИВОЈЕ РШУМОВИЋ. У књизи САВРЕМЕНИ ЂЕЧЈИ ПИСЦИ ЈУГОСЛАВИЈЕ. Стyлос, Загреб, 1975. (Некомплетно, примедба предлагача)